# Butorfanol
Butorfanol (Stadol) (INN) je sintetički opioidni analgetik morfinanskog-tipa. Brand ime Stadol je nedavno ukinuto od strane proizvođača. On je sada dostupan samo u svojim generičkim formulacijama. Butorfanol je strukturno najsrodniji sa levorfanolom. Dostupan je samo kao butorfanol tartarat u injekcionim i intranazalnim formulacijama.

## Mehanizam dejstva
Butorfanol ispoljava parcijalno agonistno dejstvo na μ opioidnom, i agonistno dejstvo na κ opioidnom receptoru. Stimulacija tih receptora na neuronima centralnog nervnog sistema izaziva intracelularnu inhibiciju adenilat ciklaze, zatvaranja kalcijumskih kanala, i otvaranja membranskih kalijumskih kanala. To dovodi do hiperpolarizacije ćelijskog membranskog potencijala i supresije prenosa akcionog potencijala signalnih puteva bola.
Zbog njegovog κ-agonistnog dejstva, na analgetičkim dozama butorfanol povišava pulmonarni arterijski pritisak i srčani rad. Dodatno, κ-agonizam može da uzrokuje disforiju na terapeutskim ili višim dozama. To daje butorfanolu niži potencijal za zloupotrebu od drugih opioidnih lekova.

## Nuspojave
Kao i kod drugih opioidnih analgetika, javlja se niz nuspojava vezanih za centralni nervni sistem (kao što su sedacija, zbunjenost, i nesvestica). Mučnina i povraćanje su česti. Ređi su gastrointestinalni efekti drugih opioida (uglavnom konstipacija).

## Literatura
- Katzung, Bertam G., ур. (2001). Basic & Clinical Pharmacology (8th изд.). New York: McGraw-Hill.  978-0-8385-0598-4.
- DiPiro, Joseph T.;  . (2005). Pharmacotherapy: A Pathophysiologic Approach (6th изд.). New York: McGraw-Hill.  978-0-07-141613-9.
- „Stadol NS - monograph”. Архивирано из оригинала 24. 02. 2008. г. Приступљено 20. 05. 2011.
- Forney, Barbara C (2007). Equine Medications (Revised изд.). Lexington, Kentucky: Blood Horse Publications.
- The Merck Manual of Veterinary Medicine. 2004.
- Susan Budavari, ур. (2001). The Merck Index: An Encyclopedia of Chemicals, Drugs, and Biologicals (13th изд.). Merck Publishing. ISBN 0911910131.
- Mosby's Drug Guide. 2004.

## Spoljašnje veze
|  | Molimo Vas, obratite pažnju na važno upozorenje u vezi sa temama iz oblasti medicine (zdravlja). |